# Alejandro Agresti
Pour les articles homonymes, voir Agresti.
Alejandro Agresti est un réalisateur argentin né le 2 juin 1961 à Buenos Aires, lauréat de deux Condors d'argent du meilleur réalisateur, pour Buenos Aires Vice Versa et Valentín (tous deux également lauréats du prix du meilleur film), et d'une Coquille d'or au Festival de Saint-Sébastien, pour Le Vent en emporte autant. Durant les années 2000, à la suite du succès de Valentín, il s'installe aux États-Unis et y tourne Entre deux rives.
Auteur de comédies dramatiques qui remportent généralement un certain succès, il a fait jouer de grands acteurs internationaux, comme les argentines Cecilia Roth et Norma Aleandro dans Une nuit avec Sabrina Love ou les américains Keanu Reeves et Sandra Bullock dans Entre deux rives, mais aussi les espagnoles Ángela Molina et Carmen Maura ou encore le français Jean Rochefort.

## Filmographie
- 1984 : La neutrónica explotó en Burzaco (es)
- 1984 : El hombre que ganó la razón (es)
- 1988 : El amor es una mujer gorda (es)
- 1989 : Mariage secret (Boda secreta)
- 1990 : Luba
- 1993 : L'Acte en question (es) (El acto en cuestión)
- 1996 : Buenos Aires Vice Versa
- 1997 : La cruz (es)
- 1998 : Le Vent en emporte autant (El viento se llevó lo qué)
- 2000 : Une nuit avec Sabrina Love (Una noche con Sabrina Love)
- 2002 : Valentín
- 2004 : Un mundo menos peor (es)
- 2006 : Entre deux rives (La casa del lago / The Lake House)
- 2013 : No somos animales
- 2016 : Mecánica popular
- 2024 : Lo que quisimos ser